# スマイルタイム
「スマイルタイム」（原題: Smile Time）は、テレビドラマ『エンジェル』第5シーズンの第14話である。バンパイアのエンジェルが悪魔の呪いでパペットになってしまうエピソードである。
このエピソードでニーナとエンジェルの関係が進展する。

## ストーリー
子供たちがテレビの前で昏倒する事件が相次いだ。エンジェルはテレビ番組が原因と考え、このテレビ局を調査するが、この会社の倉庫で呪いにかかってしまう。ウルフラム&ハートのオフィスに戻ったエンジェルは、パペットの姿のままなんとか威厳を保とうするが、スパイクにおもちゃにされる、ニーナに噛み裂かれるなど散々な目にあう。

## 出演者
※俳優名（役名/日本語吹替え声優名）の順。名前の下は役の説明。

### 主演
- デヴィッド・ボレアナズ（エンジェル/堀内賢雄）
- アンディ・ホーレット（ローン）
- アレクシス・デニソフ（ウェスリー・ウィンダム＝プライス/森田順平）
- ジェームズ・マースターズ（スパイク/堀川仁）
- エイミー・アッカー（ウィニフレッド・バークル）
- J・オーガスト・リチャーズ（チャールズ・ガン）

### ゲスト出演者
- メルセデス・マクナブ（ハーモニー・ケンドール/深水由美）

エンジェルの秘書。
- ジョナサン・M・ウッドワード[1]（ノックス）
- ジェニー・モレン（ニーナ・アッシュ）
- マーク・ヴァン（スパロー博士）

### 助演
- デビッド・フューリー（グレゴール・フラムキン）
- リッジ・キャニップ（トミー）

オープニングの犠牲者。
- ジェニー・ヴォーン・キャンベル（トミーの母親）
- アビゲイル・ナヴィティ（ハンナ）

少女